# Alkoholické nápoje s kofeinem

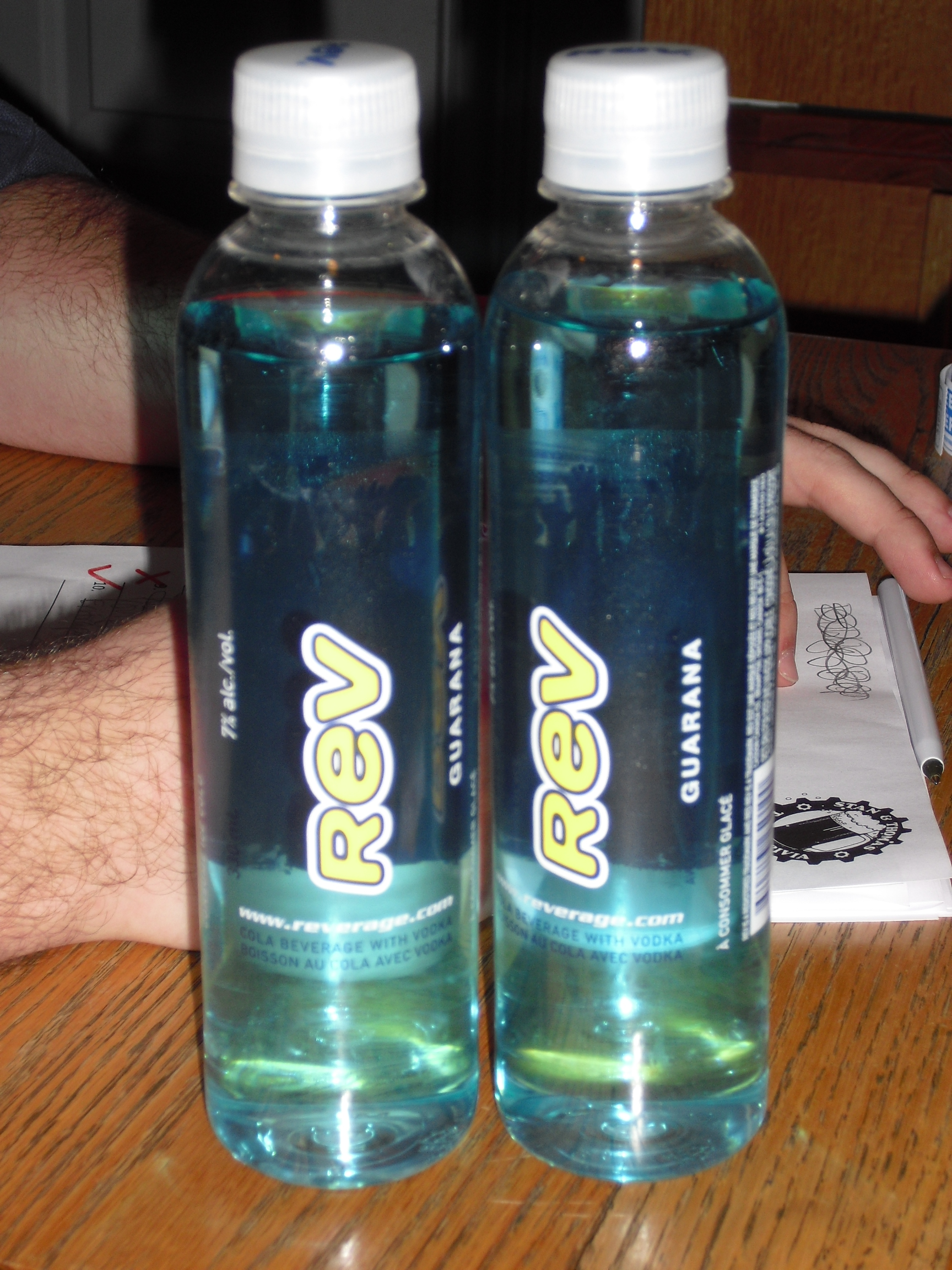
Dvě láhve nápoje Rev, colového nápoje se 7% obsahem alkoholu.

Alkoholické nápoje s kofeinem jsou nápoje, které obsahují alkohol (konkrétně etanol) a kofein. Významnou vlastností kofeinu je, že patří mezi stimulanty, a tudíž maskuje některé tlumivé účinky alkoholu. 
Především v letech 2010 a 2011 tento typ nápojů čelil kritice, že pro konzumenty představuje zdravotní riziko. V některých státech i proto platí zákaz prodeje kofeinových alkoholických nápojů.
Jedním z postupů výroby alkoholických nápojů obsahujících kofein je smíchání kofeinového nápoje (např. káva, energetické nápoje, cola) s alkoholickým nápojem.

## Farmakologie
Nápoje obsahují především dvě látky:
- Kofein, který působí především jako antagonista adenosinových receptorů v mozku (blokují jejich aktivaci).[2]
- Ethanol, který patří mezi inhibitory zpětného vychytávání adenosinu (umožňuje jejich aktivaci).[3]

## Zdravotní rizika
V roce 2010 americký Úřad pro kontrolu potravin a léčiv (FDA) doporučil, aby lidé nekonzumovali alkoholické nápoje s kofeinem, protože kofein a alkohol se vzájemně ovlivňují. FDA uvedlo, že kofein často vede k tomu, že konzumenti vypijí více alkoholu než obvykle, protože kofein maskuje některé příznaky intoxikace, na které se lidé mohou spoléhat při určování míry opilosti. Toto maskování intoxikace pak vede jedince k chování, kterému by se vyhnuli, pokud by znali míru intoxikace.
Konzumace kofeinu a alkoholu byla spojena s větším množstvím následků než konzumace čistého alkoholu, a to i při relativně malém množství druhého zmíněného. Je možné, že kofein způsobuje, že se jedinci soustředí na stimulační účinky opilosti, spíše než sedativní účinky alkoholu.

### Vyzkum rizik
Z výše uvedeného vyplývá, že alkoholické nápoje s kofeinem způsobují jednání, které by bylo méně pravděpodobné, kdyby člověk pil alkoholické nápoje bez kofeinu.
Na univerzitách byly provedeny studie porovnávající dopady konzumace běžných alkoholických nápojů a alkoholických nápojů obsahujících kofein:
- V rámci studie z roku 2005 byl proveden průzkum mezi 697 studenty Wake Forest University. Výsledkem bylo zjištění, že u studentů, kteří konzumovali alkoholické nápoje s kofeinem, byla větší pravděpodobnost, že budou řídit pod vlivem alkoholu, někoho sexuálně zneužijí nebo budou potřebovat lékařské ošetření.[6]
- V roce 2011 byl na Floridské univerzitě proveden průzkum mezi 802 vysokoškolskými studenty, kteří si namíchali alkohol s kofeinobým nápojem. Studie konstatovala, že u těchto osob je třikrát vyšší pravděpodobnost, že odejdou z baru silně opilé, a čtyřikrát vyšší pravděpodobnost, že budou v opilosti řídit, než u těch, kteří alkoholické nápoje s kofeinem nekonzumovali.[7]
- V roce 2012 ústav zabývající se výzkumem závislosti při University at Buffalo zjistil, že míchání alkoholu a energetických nápojů s kofeinem je spojeno s rizikovým sexem mezi dospělými vysokoškoláky. To potvrdila i další studie z roku 2018.[8]